# Альдюд
Альдю́д (фр. Aldudes) — коммуна во Франции, находится в регионе Новая Аквитания. Департамент — Атлантические Пиренеи. Входит в состав кантона Монтань-Баск. Округ коммуны — Байонна.
Код INSEE коммуны — 64016.

## География
Коммуна расположена приблизительно в 710 км к юго-западу от Парижа, в 210 км южнее Бордо, в 90 км к западу от По.

### Климат
Климат тёплый океанический. Зима мягкая, средняя температура января — от +5°С до +13°С, температуры ниже −10 °C бывают редко. Снег выпадает около 15 дней в году с ноября по апрель. Максимальная температура летом порядка 20-30 °C, выше 35 °C бывает очень редко. Количество осадков высокое, порядка 1100 мм в год. Характерна безветренная погода, сильные ветры очень редки.

## Население
Население коммуны на 2010 год составляло 372 человека.
| 1962 | 1968 | 1975 | 1982 | 1990 | 1999 | 2010 |
| ---- | ---- | ---- | ---- | ---- | ---- | ---- |
| 807  | 718  | 586  | 483  | 433  | 396  | 372  |

## Администрация
| Период | Период | Фамилия               | Партия | Примечания |
| ------ | ------ | --------------------- | ------ | ---------- |
| 1995   | 2014   | Пео Сетоэн            |        |            |
| 2014   | 2020   | Жан-Мишель Дандарьета |        |            |

## Экономика
В 2010 году среди 215 человек трудоспособного возраста (15—64 лет) 168 были экономически активными, 47 — неактивными (показатель активности — 78,1 %, в 1999 году было 69,4 %). Из 168 активных жителей работали 166 человек (94 мужчины и 72 женщины), безработных было 2 (1 мужчина и 1 женщина). Среди 47 неактивных 16 человек были учениками или студентами, 16 — пенсионерами, 15 были неактивными по другим причинам.

## Фотогалерея
- Альдюд
- Часовня Успения Божьей Матери
- Военный мемориал
- Деревня Эсназю
- Рыбоводческая ферма